# ناحیه کروتون، میشیگان
ناحیه کروتون (به انگلیسی: Croton Township) یک منطقهٔ مسکونی در ایالات متحده آمریکا است که در شهرستان نیویگو، میشیگان واقع شده‌است.
 ناحیه کروتون ۹۴٫۲ کیلومتر مربع مساحت و ۳٬۰۴۲ نفر جمعیت دارد و ۲۷۶ متر بالاتر از سطح دریا واقع شده‌است.